# Parc de Salburua
El parc de Salburua és un parc perirubà de Vitòria-Gasteiz que forma part de l’Anella Verda d’aquella ciutat, un projecte que l'ONU va incloure entre els cent millors en el III Concurs Internacional de Bones Pràctiques i que va contribuir a fer aquesta ciutat mereixedora del guardó de Capital Verda Europea l’any 2012. El parc té una superfície de 206 hectàrees i és el parc de més valor ecològic a l'Anella Verda de Vitòria.
Des de la segona meitat del segle xix s’havien anat dessecant les llacunes i altres zones humides que es troben en el parc i a meitat del segle xx no en quedava cap. Durant la dècada de 1990 van començar els treballs per recuperar-los i l’any 2002 van ser inclosos en el llistat de zones humides d’importància internacional del Conveni de Ramsar. Des de 2015 és considerat Zona Especial de Conservació i Zona d’Especial Protecció per als Ocells de la Xarxa Natura 2000. Després de la restauració del parc, hi ha quatre llacunes: Arkaute (la més gran, amb un perímetre de 4 km), Betoño, Duranzarra i Larragana. Des de l'any 2014, s'han produït diversos brots de botulisme entre els ocells que viuen en el parc de Salburua. Des d'aquell any, com a mesura preventiva per evitar que es produeixi una gran mortalitat, a l'estiu se'n buiden les llacunes. El 2023, els primers casos de botulisme van detectar-se el 10 d'agost. Els ocells infectats que es troben vius són duts al Centre de Rrcuperació Animal de Martioda per tractar-los.
La taula mostra la variació (expressada en percentatge de la superfície del parc) des de 1956, d’alguns usos del sòl de l’àrea compresa en el parc de Salburua:
|      | Cultiu | Estany | Zones humides | Matolls | Bosc  |
| ---- | ------ | ------ | ------------- | ------- | ----- |
| 1956 | 30,48  | 0      | 0             | 16,38   | 19,07 |
| 1985 | 42,48  | 0      | 0             | 22,74   | 7,87  |
| 2003 | 7,51   | 0      | 5,68          | 6,74    | 28,19 |
| 2018 | 3,16   | 0,04   | 6.74          | 0,77    | 30,45 |

A diferència dels parcs urbans de Vitòria, amb poca varietat d’ocells, en el parc de Salburua s’hi reprodueixen cada any de 63 a 73 espècies d’ocells, de les quals aproximadament un 20 per cent són ocells aquàtics que aprofiten que el parc té diverses zones humides. També s’hi troben algunes espècies amenaçades, com ara el visó europeu.
Avui dia, les llacunes de Salburua, a més de constituir un hàbitat per a diverses espècies de vertebrats, són un reservori d’aigua que regula el cabdal hídric del riu Zadorra i d'altres cursos d’aigua i que, a l’estiu, en èpoques de sequera, proporciona aigua a la zona. A més, actua com embornal de carboni.
El Parc de Salburua compta amb un Centre d’Interpretació de la Natura, situat en un edifici construït completament de fusta, que conté espais d’exposició i per a tallers. A més té un mirador en un voladís de 19,2 m sobre un dels estanys, construït amb fustes unides per plaques d’acer.